# Kate Kneeland
Kate Kneeland est une actrice américaine né à Montgomery en Alabama.

## Filmographie

### Cinéma
- 2003 : The Adventures of Ociee Nash : la demoiselle de la salle de thé
- 2004 : Aliens Among Us : Goth Polly
- 2006 : We Are Marshall : la dame qui prend un ticket
- 2007 : Daddy's Little Girls : la serveuse
- 2007 : Manipulation 2 : Rétribution : Patricia Ryan
- 2008 : One Missed Call : Maddie
- 2009 : The People v. Leo Frank : Lucille Frank
- 2010 : Bébé mode d'emploi : la patronne
- 2010 : The Way Home : Carol Fulton
- 2012 : Joyful Noise : un membre de la chorale
- 2012 : Hunger Games : une technicienne de l'hovercraft
- 2012 : Ce qui vous attend si vous attendez un enfant : le docteur de l'hôtel
- 2012 : Voisins du troisième type : la deuxième invitée de Paul
- 2013 : Standing Up : Sara Gallagher
- 2013 : Les Trois Crimes de West Memphis : la secrétaire de Ron
- 2014 : Premature : Anne Crabbe
- 2014 : A Free Bird : la conseillère d'orientation
- 2015 : Secret Agency : coach Hughes
- 2016 : Le Fondateur : June Martino
- 2016 : Les Figures de l'ombre : la greffière du tribunal
- 2018 : Tag : la traiteuse du mariage
- 2019 : La Belle et le Clochard : la propriétaire de Jock
- 2020 : Quiet In My Town : Lucy

### Télévision
- 2001 : Dawson : Tina (1 épisode)
- 2007-2009 : American Wives : Marilyn Polarski (18 épisodes)
- 2009 : Drop Dead Diva : Gail Delmonico (1 épisode)
- 2010 : Past Life : Petra (1 épisode)
- 2011 : Aqua Teen Hunger Force (1 épisode)
- 2012 : Coma (en) : Jennifer Rendall (2 épisodes)
- 2013 : Kenny Powers (6 épisodes)
- 2013-2015 : Your Pretty Face Is Going to Hell : la jeune femme (3 épisodes)
- 2015 : Z: The Beginning of Everything : la vendeuse (1 épisode)
- 2016 : The Jury : la mère de Grace
- 2017 : Halt and Catch Fire : Risa (5 épisodes)
- 2018 : Nashville : Jennifer (1 épisode)
- 2021 : Stupid Cupid : Grace la psychiatre